# 烏格拉河對峙
烏格拉河對峙，是1480年莫斯科公國大公伊凡三世和金帳汗國阿黑麻汗之間的對抗。這導致韃靼人撤退，並經常被作為韃靼人統治俄羅斯的結束。

## 戰鬥
1480年10月8日阿黑麻汗計劃從西面繞過奧卡河，避開伊凡的軍團，與波蘭國王卡西米爾四世會合。阿黑麻汗的軍團向烏格拉河前進，俄羅斯的主要防線由下諾夫哥羅德轉向烏格拉河。阿黑麻汗經過4天的戰鬥，還是無法越過烏格拉河。莫斯科公國编年説俄羅斯的成功是因為他們有槍枝，而韃靼人沒有。

## 僵持
戰鬥結束後，阿黑麻汗退到Vorotynsk鎮，在那裡，他決定等待卡西米爾的軍隊。伊凡三世開始與汗進行談判，並試圖恢復他和他的叛逆兄弟的關係，他決定不過河而是繼續在岸邊等待時機。
看著越來越多的俄羅斯軍隊和波蘭的軍隊不到，阿黑麻汗選擇不攻擊俄國人。阿黑麻汗可能是等待河水凍結，以便它可以被越過，但波蘭與立陶宛受莫斯科盟友克里米亞汗國威脋，没到支援。當冬天臨近，韃靼軍隊缺乏物資和患有傳染病。
10月28日伊凡三世逐漸開始拉他的軍隊回Kremenets過冬，阿黑麻汗等待增援，直到11月11日，然後轉向南方，原因是擔心克里米亞汗國攻擊首都。
韃靼撤退被看作是莫斯科公國的勝利。伊凡和他的軍隊返回莫斯科慶祝。

## 結果
1481年1月6日，阿黑麻汗被昔班家族伊巴克汗所殺。1502年克里米亞汗國摧毀了金帳汗國首都，從而消除俄羅斯和克里米亞之間的緩衝區，並導致一系列俄國與克里米亞的戰爭一直持續到1784。
在民族歷史上，阿黑麻汗撤退作為所謂的“韃靼之軛”的結束。並認為它是蒙古帝國衰落的一個重要里程碑。